# تاج محل (موسیقی‌دان)
تاج محل (به انگلیسی: Taj Mahal) (زاده ۱۷ مه ۱۹۴۲) موسیقی‌دان و ترانه‌سرای آمریکایی است. وی اغلب عناصری از موسیقی ملل را در کارش وارد می‌کند.